# Valor per l'accionista
El valor per a l'accionista és un terme comercial, de vegades expressat com a maximització del valor per a l'accionista. Es va fer prominent durant els anys 80 i 90, juntament amb el principi de gestió, la gestió basada en valors o gestió per valor.

## Definició
El terme "valor de l'accionista", de vegades abreujat a "SV", es pot utilitzar per referir-se a:
- La capitalització borsària d'una empresa;
- El concepte que l'objectiu principal d'una empresa és augmentar la riquesa dels seus accionistes (propietaris) pagant dividends i/o fent augmentar el preu de les accions (és a dir, la doctrina Friedman introduïda el 1970);
- El concepte més específic que les accions planificades per part de la direcció i els rendiments als accionistes haurien de superar determinats punts de referència com el concepte de cost del capital. En essència, la idea que els diners dels accionistes s'han d'utilitzar per obtenir una rendibilitat superior a la que podrien guanyar ells mateixos invertint en altres actius amb la mateixa quantitat de risc. El terme en aquest sentit va ser introduït per Alfred Rappaport el 1986.[2]

Per a una empresa que cotitza en borsa, el valor de l'accionista és la part de la seva capitalització que és capital en comptes del deute a llarg termini. En el cas d'un sol tipus d'accions, aquest seria aproximadament el nombre d'accions en circulació multiplicat pel preu de l'acció actual. Coses com els dividends augmenten el valor dels accionistes mentre que l'emissió d'accions (opcions sobre accions) el redueixen. Aquest valor afegit per a l'accionista s'ha de comparar amb l'augment de valor mitjà/necessari, fent referència al cost de capital de l'organització.
Per a una empresa privada, el valor de l'empresa després del deute s'ha d'estimar mitjançant un dels diversos mètodes de valoració, com ara el descompte del flux d'efectiu.

## Història
La primera articulació moderna que la creació de riquesa dels accionistes és l'interès primordial de la direcció d'una empresa es va publicar a la revista Fortune l'any 1962 en un article de la direcció d'una empresa tèxtil nord-americana, Indian Head Mills, en què els seus autors afirmaven:
L'objectiu de la nostra empresa és augmentar el valor intrínsec de les nostres accions. No estem en el negoci de créixer pel bé de la mida, per no diversificar-nos, per no treure el màxim o el millor de res, no oferir llocs de treball, tenir les plantes més modernes, els clients més feliços, liderar el desenvolupament de nous productes., o per assolir qualsevol altre estatus que no tingui relació amb l'ús econòmic del capital. Qualsevol o tots aquests poden ser, de tant en tant, un mitjà per al nostre objectiu, però mai s'han de confondre mitjans i fins. Estem en el negoci únicament per millorar el valor inherent del capital social ordinari de l'empresa.
L'economista Milton Friedman va introduir la doctrina Friedman en un assaig de 1970 per a The New York Times, titulat "A Friedman Doctrine: The Social Responsibility of Business Is to Increase Its Profits". En ell, defensava que una empresa no té cap responsabilitat social davant la ciutadania o la societat; la seva única responsabilitat és davant els seus accionistes. La doctrina Friedman es va amplificar després de la publicació d'un influent document empresarial de 1976 pels professors de finances Michael C. Jensen i William Meckling, "Theory of the Firm: Managerial Behavior, Agency Costs and Ownership Structure", que va proporcionar una raó econòmica quantitativa per maximitzar l'accionista. valor.
El 12 d'agost de 1981, Jack Welch va fer un discurs al The Pierre Hotel de la ciutat de Nova York anomenat "Growing Fast in a Slow- Growth Economy". Sovint es reconeix com l'"alba" de l'obsessió pel valor de l'accionista. L'objectiu declarat de Welch era ser el més gran o el segon jugador més gran del mercat i retornar el màxim valor als accionistes..El 1983, Brian Pitman es va convertir en CEO de Lloyds Bank i va intentar aclarir l'objectiu de govern de l'empresa. L'any següent, va establir la rendibilitat del capital com a mesura clau del rendiment financer i va establir un objectiu per a cada negoci del banc per aconseguir un rendiment que superés el seu cost del capital.
Les empreses d'consultoria de gestió Stern Stewart, Marakon Associates, i Alcar van ser pioneres en la gestió basada en valor (VBM), o "gestió per valor", a la dècada de 1980 basant-se en el treball acadèmic de Joel Stern, Dr. Bill Alberts i el professor Alfred Rappaport. A "Creating Shareholder Value: The New Standard for Business Performance", publicat el 1986, Rappaport va argumentar que "la prova final de l'estratègia corporativa, de fet l'única mesura fiable, és si crea valor econòmic per als accionistes". Altres empreses de consultoria com McKinsey i BCG van desenvolupar enfocaments VBM. La gestió basada en valors es va fer prominent a finals dels anys 80 i 90.
El març de 2009, Welch va criticar parts de l'aplicació d'aquest concepte, qualificant l'enfocament dels beneficis trimestrals dels accionistes i els guanys del preu de les accions "la idea més tonta del món". Aleshores, Welch va aprofundir en això, afirmant que les cites es van treure de context.

### Interpretació
Durant la dècada de 1970 es va produir una crisi econòmica provocada per l'estancament. La borsa havia estat plana durant gairebé 12 anys i els nivells d'inflació havien arribat als dos dígits. Els japonesos havien ocupat el primer lloc com a força dominant en la fabricació d'automòbils i d'alta tecnologia, un títol que històricament ostentaven les empreses nord-americanes. Això, juntament amb els canvis econòmics observats per Mizruchi i Kimeldorf, va provocar la pregunta de com arreglar l'actual model de gestió. Encara que hi havia solucions enfrontades per resoldre aquests problemes (per exemple, l'enfocament de Theodore Levitt en la creació de valor per al client i el marc de gestió de les parts interessades de R. Edward Feeman), la guanyadora va ser la teoria de l'agència desenvolupada per Jensen i Meckling.
Mark Mizruchi i Howard Kimeldorf ofereixen una explicació de l'augment del protagonisme dels inversors institucionals i dels analistes de valors com a funció de l'economia política canviant al llarg del segle xx. El quid del seu argument es basa en una idea principal. L'augment del protagonisme dels inversors institucionals es pot atribuir a tres forces importants, a saber, el treball organitzat, l'estat i els bancs. Els rols d'aquestes tres forces van canviar, o van ser abdicats, en un esforç per mantenir sota control els abusos empresarials. No obstant això, “sense la disciplina interna que ofereixen els bancs i la disciplina externa proporcionada per l'estat i el treball, el món empresarial ha quedat en mans dels professionals que tenen la capacitat de manipular la informació vital sobre el rendiment de les empreses de la qual depenen els inversors”. Això va permetre als inversors institucionals i als analistes de valors des de l'exterior manipular la informació pel seu propi benefici més que per al de la corporació en el seu conjunt.
Tot i que Ashan i Kimeldorf (1990) admeten que la seva anàlisi del que històricament va conduir al model de valor de l'accionista és especulativa, el seu treball està ben considerat i es basa en els treballs d'alguns dels principals estudiosos del camp, a saber, Frank Dobbin i Dirk Zorn..
Com a resultat dels canvis polítics i econòmics de finals del segle xx, l'equilibri de poder en l'economia va començar a canviar. Avui, "...el poder depèn de la capacitat d'un grup d'experts empresarials per alterar els incentius d'un altre, i de la capacitat d'un grup per definir els interessos d'un altre". Com s'ha dit anteriorment, el que va fer únic el canvi al model de valor per a l'accionista va ser la capacitat d'aquells fora de l'empresa per influir en els interessos percebuts dels directius i accionistes de les empreses.
No obstant això, Dobbin i Zorn argumenten que els de fora de l'empresa no operaven amb intencions malicioses. "Es van enganyar abans que res. Els especialistes en OPA es van convèncer que estaven expulsant CEOs ineptes. Els inversors institucionals es van convèncer que els CEO s'havien de pagar pel rendiment. Els analistes es van convèncer que les previsions eren una mètrica millor per jutjar el preu de les accions que els beneficis actuals". En conjunt, va ser el panorama polític i econòmic de l'època el que va oferir l'oportunitat perfecta perquè els professionals aliens a les empreses aconseguissin poder i exercir la seva influència per tal de canviar dràsticament l'estratègia corporativa.

## Teoria de l'agència i valor per a l'accionista
La teoria de l'agència és l'estudi de problemes caracteritzats per desconnexions entre dues parts cooperants: un principal i un agent. Els problemes d'agència sorgeixen en situacions en què hi ha una divisió del treball, una desconnexió física o temporal que separa les dues parts, o quan el principal contracta un agent per especialització especialitzada. En aquestes circumstàncies, el principal assumeix l'agent per delegar-li la responsabilitat. Els teòrics han descrit el problema com un problema de "separació i control": els agents no poden ser supervisats perfectament pel director, de manera que poden eludir les seves responsabilitats o actuar fora de sincronització amb els objectius del director. La bretxa d'informació i la desalineació dels objectius entre les dues parts donen lloc a costos d'agència, que són la suma dels costos per al principal de seguiment, els costos per a l'agent de vinculació amb el principal i la pèrdua residual deguda a la desconnexió entre els interessos del principal i les decisions de l'agent.
Finalment, la teoria del valor de l'accionista pretén reformar el govern de les empreses de propietat pública per tal de reduir la bretxa d'informació principal-agent. El model demana que els consells d'administració de les empreses siguin independents dels seus directius corporatius, concretament, que el cap del consell sigui una altra persona que no sigui el conseller delegat i que el consell sigui escollit de manera independent. Un consell independent pot controlar de manera objectiva els compromisos i el risc del CEO. El valor per a l'accionista també argumenta a favor d'una major transparència financera. En posar les finances de les empreses a disposició de l'escrutini, els accionistes són més conscients del comportament de l'agent i poden prendre decisions informades sobre amb qui invertir.

## Gestió basada en valors
As a management principle, value-based management (VBM), or managing for value (MFV), states that management should first and foremost consider the interests of shareholders when making management decisions. Under this principle, senior executives should set performance targets in terms of delivering shareholder returns (stock price and dividends payments) and managing to achieve them.
El concepte de maximització del valor per a l'accionista se sol destacar en oposició als suposats exemples d'accions de CEO i altres accions de gestió que s'enriqueixen a costa dels accionistes. Alguns exemples d'això inclouen adquisicions que dilueixen els accionistes, és a dir, poden provocar que l'empresa combinada tingui el doble de beneficis, per exemple, però aquests poden haver de dividir-se entre tres vegades els accionistes. Encara que la premissa legal d'una empresa que cotitza en borsa és que els executius estan obligats a maximitzar els beneficis de l'empresa, això no implica que els executius estiguin legalment obligats a maximitzar el valor dels accionistes.
Com que el valor de l'accionista és difícil d'influir directament per qualsevol gestor, normalment es desglossa en components, els anomenats impulsors de valor. Un model àmpliament utilitzat comprèn 7 motors del valor per a l'accionista, donant algunes orientacions als directius:
- Ingressos
- Marge d'explotació
- Taxa impositiva en efectiu
- Despesa de capital incremental
- Inversió en capital circulant
- Cost del capital
- Període d'avantatge competitiu

Si s'observen alguns d'aquests elements, també es fa evident que la maximització dels beneficis a curt termini no necessàriament augmenta el valor per a l'accionista. Sobretot, el període d'avantatge competitiu s'encarrega d'això: si una empresa ven productes de qualitat per reduir costos i obtenir un benefici ràpid, danya la seva reputació i, per tant, destrueix l'avantatge competitiu en el futur. El mateix passa amb les empreses que descuiden la investigació o la inversió en empleats motivats i ben formats. Els accionistes, els analistes i els mitjans de comunicació solen conèixer aquests temes i, per tant, reduiran el preu que estan disposats a pagar per les accions d'aquest negoci. Per tant, aquest concepte més detallat elimina alguns dels problemes (tot i que no tots) associats habitualment a les crítiques al model de valor per a l'accionista.
A partir d'aquests set components, totes les funcions d'un pla de negoci i mostren com influeixen en el valor dels accionistes. Una eina destacada per a qualsevol departament o funció per demostrar el seu valor són els anomenats mapes de valor de l'accionista que vinculen les seves activitats a un o diversos d'aquests set components. Per tant, es poden trobar "mapes de valor per a accionistes de recursos humans", "mapes de valor per a accionistes d'R+D", etc.

## Crítica
L'única concentració en el valor de l'accionista ha estat àmpliament criticada, particularment després de la crisi financera de finals dels anys 2000. Tot i que centrar-se en el valor per a l'accionista pot beneficiar financerament els propietaris d'una corporació, no proporciona una mesura clara de qüestions socials com ara l'ocupació, els problemes ambientals o les pràctiques empresarials ètiques. Una decisió de gestió pot maximitzar el valor per a l'accionista alhora que redueix el benestar de tercers. També s'ha criticat el valor per a l'accionista, juntament amb el curt termini, que redueix la taxa global de creixement econòmic a causa de la reducció d'l'acumulació de capital empresarial.
També pot perjudicar altres parts interessades, com ara els clients. Per exemple, una empresa pot, amb l'interès de millorar el valor per als accionistes, deixar de donar suport a productes antics, o fins i tot relativament nous.
A més, l'enfocament a curt termini en el valor per a l'accionista pot ser perjudicial per al valor per a l'accionista a llarg termini; la despesa dels trucs que augmenten breument el valor d'una acció pot tenir impactes negatius en el seu valor a llarg termini. Marc Benioff, CEO de Salesforce, va dir que “[…] l'obsessió per maximitzar els beneficis dels accionistes ens ha portat: terribles desigualtats econòmiques, racials i sanitàries; la catàstrofe del canvi climàtic”. Segons els crítics, la simplificació excessiva del paper de la corporació ha descuidat el món imperfecte en què vivim.

### Crítica a la devaluació dels treballadors

#### Paquets de compensació
Durant els anys 80 i 90, nombroses empreses es van enfrontar a demandes d'empleats actuals i antics per reduir o impedir que els treballadors accedeixin a les prestacions en l'actualitat o durant la jubilació. El model SV ha portat a reduir el suport a les pensions com a mitjà per maximitzar els beneficis a costa dels empleats. Algunes empreses han canviat els plans de pensions coincidents mensualment a un cop l'any. Els crítics es mantenen alarmats per la naturalesa de retallar o subestimar el valor de la mà d'obra que produeix un treballador per mantenir o augmentar el valor de les accions. Els beneficis reduïts s'atribueixen a la tendència de reducció del món empresarial en la inversió en components no accionistes perquè no és un productor de diners immediat, l'objectiu principal de la teoria SV.

#### Pràctiques d'acomiadament
L'esmentat estatus dels treballadors s'enfronta a crítiques quan s'observa com es manipula aquesta escletxa de "combinació de pensions reduïda". Si s'acomiada abans que s'hagi completat el període de compensació prepensió, no hi ha cap indemnització. A més, els acomiadaments massius han afectat empreses a la seu central amb molts llocs de treball a l'estranger o contractats a contractistes des de llocs similars als que van ser acomiadats per beneficis i proteccions més baixes, com han assenyalat crítics i experts. Segons els experts econòmics i els crítics per igual, el model de reducció i distribució invocat per la teoria de l'SV extreu valor i després arrela encara més la inestabilitat dels empleats i una major desigualtat d'ingressos.

### Crítiques de l'empresa

#### Fi de la responsabilitat corporativa
A la peça fonamental de Milton Friedman que defensa el valor per a l'accionista titulada "La responsabilitat social de l'empresa és augmentar els seus beneficis" s'argumenta que el negoci de les empreses és el seu negoci. La postulació de Friedman suggereix que si la responsabilitat social i els beneficis són contraris a la intuïtiu, escolliu aquest últim. En prioritzar l'acumulació de riquesa per tots els mitjans, va descomplicar altres responsabilitats que poden tenir un obstacle per assolir aquest objectiu. Algunes responsabilitats inclouen, entre d'altres: desenvolupament comunitari, inversió dels empleats, beneficis per als treballadors, investigació i desenvolupament i molt més. Aquestes responsabilitats s'atribueixen al fet de ser a llarg termini i no satisfan immediatament la interpretació a curt termini -i general- del valor per a l'accionista.

#### Recompra d'accions
La recompra d'accions és criticada per la seva naturalesa extractiva que treu beneficis i l'utilitza per fer que les accions semblin més rendibles del que podrien ser en nom del valor per a l'accionista. El 1982, la Securities and Exchange Commission (SEC) dels Estats Units va implementar la Regla 10b-18 de la Securities Exchange Act, permetent així a les corporacions recomprar accions sota determinats llindars i circumstàncies. Amb baixes taxes d'investigació i conseqüències d'incompliments, així com llacunes, això va obrir oportunitats a la manipulació legal del preu de les accions. Amb la teoria SV incentivant l'accionista i lligant el salari dels executius, el preu de les accions es va lligar intrínsecament amb l'èxit, tal com assenyalen els crítics. Un efecte notable d'aquesta pràctica inclou la reducció de la inversió. Del 2003 al 2012, de les 449 empreses de l'S&P 500, el 54% dels guanys es van destinar a la recompra d'accions i el 37% a dividends. Això deixa el 9% dels ingressos per anar a un altre lloc, una reducció respecte a les taxes d'inversió anteriors de les darreres dècades. Economistes com Lenore Palladino assenyalen l'eventual conseqüència quan esclati aquesta bombolla, la majoria dels nord-americans s'enfrontaran a les conseqüències, no els que lideren les empreses.

### Crítiques antropològiques

#### Poc èmfasi de l'entitat corporativa
Peter Drucker, autor de "The Concept of the Corporation", argumenta que el valor de l'accionista, de fet, serveix per subratllar l'important paper social que ocupen les corporacions en la societat contemporània. Drucker afirma: "En la realitat social d'avui, els accionistes són només un dels diversos grups de persones que mantenen una relació especial amb la corporació. La societat anònima és permanent, l'accionista és transitori. Fins i tot es podria dir, sense massa exageració, que la corporació és realment social i políticament a priori, mentre que la posició de l'accionista és derivada i només existeix en la contemplació de la llei».
L'antropòloga Karen Ho amplia l'argument de Drucker destacant que, en el període immediatament posterior a la Segona Guerra Mundial, les corporacions operaven principalment com a institucions socials que assumien àmpliament les seves responsabilitats envers tots els implicats en les seves operacions, més enllà dels accionistes. Aquestes corporacions es preocupaven per la longevitat i el benestar de la institució, fins i tot si això implicava prendre decisions que podien anar en contra dels interessos immediats dels accionistes. Aquesta visió de la postguerra es contrasta amb l'actitud adoptada per la direcció de les corporacions actuals, que segons l'antic conseller delegat de WebTV Randy Komisar no es veuen com a administradors institucionals sinó com a propis inversors. Crítics com Ho creuen que el canvi d'actitud de la direcció cap a tractar les corporacions com a inversions ha portat al declivi de la corporació com a entitat social i permet que la direcció corporativa prengui decisions que poden anar en contra dels interessos dels grups d'interès social de la corporació o fins i tot de la longevitat. de la mateixa corporació.

### Crítiques econòmiques

#### Fracàs de la modelització precisa dins de l'economia neoclàssica
El fracàs de la corporació a l'hora d'encaixar fàcilment dins del model econòmic neoclàssic, que domina tant l'acadèmia com la política econòmica contemporània, és un defecte sovint assenyalat pels crítics. L'antropòloga Karen Ho sosté que el concepte d'accionistes i, posteriorment, el valor per a l'accionista es van desenvolupar principalment per forçar la integració de la corporació dins d'aquest model econòmic neoclàssic. Tanmateix, aquest model, creat originalment als segles XVIII i XIX, abans de la proliferació de les organitzacions corporatives, no va ser dissenyat per gestionar la complexitat i el nombre d'inputs que requereix la corporació moderna. Ho argumenta que els defensors de la propietat neoclàssica van actuar directament en contra de les intencions inicials de figures influents com Adam Smith, que havien concebut la relació entre propietari i propietat amb una entrada limitada. El model econòmic neoclàssic es basa en la idea que el propietari-empresari està directament implicat en la gestió i el funcionament de la seva empresa. Tanmateix, l'accionista modern, que normalment té una connexió molt limitada o inexistent amb les operacions quotidianes d'una corporació en la qual ha invertit, no s'ajusta al paper de propietari-empresari que exigeix el model econòmic neoclàssic. Adam Smith mateix va expressar la seva opinió que les corporacions gestionades no eren viables a causa d'aquesta desconnexió, afirmant: "Els directors de les societats [anònimes], com que són més aviat els administradors dels diners d'altres persones que no pas dels seus, no es pot esperar que els vigilin amb la mateixa cura ansiosa amb què els socis d'una convivència privada vigilen sovint pel seu propi interès". Crítics com Ho i Smith creuen que el fracàs del model de l'accionista per representar amb precisió el concepte clau de propietari-empresari neoclàssic és un tema fonamental del model econòmic neoclàssic, la qual cosa condueix a una hipòtesi inexacte que l'interès corporatiu continuava sent idèntic a l'interès dels accionistes.

### Crítiques legals
Una crítica comuna al valor de l'accionista és la mistificació que envolta la seva validesa legal. Sovint es considera que els accionistes són els propietaris. Aquesta condició d'accionista comporta una reclamació legal assumida de tots els beneficis després que s'hagin complert les obligacions contractuals i que tinguin la capacitat de decidir l'estructura de la corporació a nivell de consell com vulguin. Tanmateix, cap d'ells està arrelat en cap llei perquè el valor de l'accionista és, en última instància, una decisió de gestió, no un requisit legal. Les corporacions són la seva pròpia entitat jurídica i els accionistes simplement tenen accions, cosa que els converteix en parts interessades iguals als empleats, proveïdors i molt més. Només tenen garantit l'accés total als fons residuals en cas de liquidació. En cas contrari, l'empresa té tot el control de com fer les coses com vulgui, com invertir en l'empresa, augmentar els sous, etc. I quan es tracta de la supremacia dels accionistes sobre l'estructura, la capacitat és feble i difícil d'utilitzar. Els pocs casos en què es poden emprendre accions legals és quan un director està robant explícitament. Malgrat la realitat de les obligacions i les capacitats dels accionistes, les empreses americanes s'han convençut, segons les crítiques legals, que hi ha un deure legal amb els seus accionistes.

## Inconvenients del model de valor per a l'accionista
El valor de l'accionista pot ser perjudicial per al valor d'una empresa. Quan tot l'enfocament i l'estratègia d'una empresa es concentren a augmentar els preus de les accions, la pràctica i l'ètica de l'empresa es poden perdre a causa dels problemes següents amb el model de valor per a l'accionista.

### Augment del risc
En el model de valor per a l'accionista, les empreses sovint assumeixen molt més riscos del que farien d'una altra manera. L'adquisició de deute fa que l'empresa sigui inestable i en risc de fallida. Un deute abundant afavoreix l'augment del valor de les accions perquè l'empresa té un major potencial per augmentar el valor quan comença amb una línia de base més baixa. Això, però, és un perjudici per a l'estabilitat de l'empresa.

#### Finançament per deute
El finançament per deute, o l'adquisició intencionada de deute, fa que augmenti la ràtio de deute a capital de l'empresa. Sense el valor per a l'accionista, això normalment es consideraria negatiu perquè significa que l'empresa no està guanyant diners. En el sistema de valor per a l'accionista, les elevades ràtios de deute a capital es consideren un indicador que l'empresa té confiança per guanyar diners en el futur. Per tant, el deute no és una cosa que s'ha d'evitar, sinó una cosa a acceptar i tenir deute realment guanyarà els inversors de l'empresa. Assumir grans riscos atrau inversors i augmenta el potencial de guany de valor, però posa l'empresa en perill de fallida i col·lapse.

### Compensació de l'executiu
Per tal de facilitar una estructura d'incentius que doni suport al valor dels accionistes, el mètode de compensació de l'executiu ha canviat per fer que una gran part de la remuneració provingui d'accions. El raonament d'aquesta decisió va ser que posaria els interessos dels consellers delegats en línia amb els dels accionistes. Com a resultat d'aquesta decisió, la compensació dels executius s'ha disparat, quadruplicant-se de la taxa de compensació a principis dels anys setanta. Aquest canvi també ha canviat les motivacions dels directius de la suite en la direcció d'augmentar el preu de les accions per sobre de tota la resta, deixant enrere altres objectius com el creixement a llarg termini i els grups d'interès com els empleats i els clients.

### Estratègia a curt termini
La naturalesa a curt termini de la teoria del valor de l'accionista és una de les característiques en què se centren els crítics. Argumenten que aquesta fixació en el curt termini porta a descuidar les estratègies més rendibles a llarg termini. D'aquesta manera, el valor per a l'accionista no aconsegueix el nivell de creixement global del capital que d'una altra manera es podria esperar. Donat l'èmfasi en el preu de les accions inherent al valor per a l'accionista, es creen incentius perquè les corporacions augmentin el preu de les accions abans que el seu valor sigui crític per a l'avaluació. Un d'aquests incentius és que la compensació dels executius i directius està cada vegada més lligada al valor de les accions mitjançant bonificacions per a executius i opcions d'accions. Les corporacions utilitzen diversos trucs per augmentar el preu de les accions, potser el més infame és l'acomiadament massiu d'empleats, que crea la imatge atractiva d'una major eficiència i menors costos operatius, que al seu torn fan pujar el preu de les accions. Tanmateix, aquest i altres trucs d'aquest tipus tenen diverses conseqüències negatives. Sovint, arran dels acomiadaments massius, les corporacions han de reomplir alguns dels llocs ara vacants. Això comporta una ineficiència a llarg termini, ja que s'han de formar els nous empleats i els recursos invertits en l'empleat original (sempre que no es tornin a contractar) es perden permanentment.
Una crítica relacionada al valor per a l'accionista és la confiança en el procés d'avaluació de les accions, que és vulnerable a la manipulació i l'especulació. L'especulació sobre el preu de les accions de l'empresa és en interès dels gestors que reben una compensació d'accions i, per tant, pot fer que es concentrin a especular amb el preu de les accions en lloc de maximitzar la producció real.
Els experts en gestió també citen una altra crítica a la visió a curt termini del valor per a l'accionista, és a dir, que crea una cultura corporativa més preocupada per maximitzar els ingressos que per mantenir relacions amb els empleats, els clients o les comunitats que l'envolten.

### Pèrdua de creixement i productivitat
Els experts empresarials han criticat el valor dels accionistes per no materialitzar el creixement econòmic i l'augment de la productivitat. Malgrat dècades d'investigació i desenes d'estudis, hi ha evidències sòlides insignificants que la teoria del valor de l'accionista ha produït millors resultats per a les empreses (els estudis que sí que van proporcionar proves que el valor dels accionistes era beneficiós, en general, no es van poder replicar; Stout). Des de la creació i l'aplicació generalitzada de la teoria del valor per a l'accionista, la rendibilitat del capital invertit ha disminuït constantment. Una explicació d'aquesta tendència és la reducció de la inversió en innovació. Els estudis han demostrat que les empreses que cotitzen en borsa (que tenen un preu de les accions) inverteixen aproximadament la meitat que les empreses privades als Estats Units. Fins i tot els accionistes han tingut resultats decebedors amb un rendiment baix de la inversió i una reducció del 40% de la població d'empreses que cotitzen en borsa.
A més del creixement reduït, els crítics també apunten a la reducció de la productivitat. El valor dels accionistes pot tenir un efecte negatiu en la moral dels empleats, ja que tota la missió de la corporació es converteix en la generació de riquesa per als accionistes. A causa d'aquesta reducció de la motivació, les corporacions han de participar en estratègies de gestió més de dalt a baix i orientades al control, un d'aquests exemples és l'augment massiu de l'ús d'acords de no competència. Malgrat aquests esforços (o a causa d'ells), la baixa moral dels empleats té efectes negatius en les empreses. Els empleats menys motivats tenen menys energia i produeixen menys i tenen menys probabilitats d'innovar.
Una altra ineficiència del valor per a l'accionista és el creixement de la financiarització. La indústria financera ha augmentat de mida després de l'ús del valor per a l'accionista, en gran part a causa de la desmesurada importància que les corporacions donen als accionistes. El gran sector financer és un drenatge per a tota l'economia dels Estats Units, amb un cost d'aproximadament 300.000 milions de dòlars anuals. Això es deu al fet que el sector financer no es dedica a la producció real.

## Alternatives
Tot i que el valor per a l'accionista és el marc més comú per mesurar l'èxit i la viabilitat financera d'una empresa, s'han proposat diverses alternatives. De fet, maximitzar el valor per a l'accionista no sempre és l'objectiu de les empreses d'èxit.

### Valor de les parts interessades
La idea àmplia de "valor de les parts interessades" és la base més comuna dels marcs alternatius. El valor intrínsec o extrínsec d'un negoci mesurat per una combinació d'èxit financer, utilitat per a la societat i satisfacció dels empleats, les prioritats determinades per la composició de les persones i entitats que en conjunt posseeixen les accions i dirigeixen l'empresa. Això de vegades es coneix com a valor de les parts interessades. El valor de les parts interessades depèn en gran manera de la responsabilitat social corporativa i l'estabilitat financera a llarg termini com a estratègia empresarial bàsica.
El model de valor de les parts interessades predomina a les regions on les lleis de responsabilitat limitada no són fortes. Algunes empreses, que opten per prioritzar la responsabilitat social, opten per prioritzar el benestar social i financer dels empleats i proveïdors per sobre dels accionistes; això, al seu torn, protegeix els accionistes, els propietaris de l'empresa, de la responsabilitat quan la llei no seria indulgent si l'empresa tingués un comportament deficient.
Malgrat el seu alt potencial benefici social, aquest concepte és difícil d'implementar a la pràctica a causa de la dificultat de determinar mesures equivalents d'utilitat a la societat i satisfacció dels empleats. Per exemple, quanta "utilitat addicional per a la societat" haurien d'esperar els accionistes si renunciassin a 100 milions de dòlars de rendiment per als accionistes? En resposta a aquestes crítiques, els defensors del concepte de valor dels grups d'interès argumenten que la satisfacció dels empleats i la utilitat per a la societat es traduiran en última instància en valor per a l'accionista.
Una altra crítica relacionada és que és difícil determinar com distribuir de manera equitativa el valor entre les parts interessades. La pregunta de "qui es mereix què i quant" és difícil de respondre.

### Empresa social
Una empresa pot optar per ignorar completament els accionistes. Una empresa social, en canvi, centra els seus objectius en metes diferents de la rendibilitat dels seus propietaris; de fet, el cos jurídic d'una empresa social sovint impedeix l'emissió de dividends als accionistes. Les empreses socials requereixen una inversió important en estabilitat financera i rendibilitat a llarg termini, mentre que arrisquen molt poc.
Les empreses socials es manifesten al Regne Unit com a empreses d'interès comunitari o limitades per garantia. Als Estats Units, Califòrnia permet que les empreses incorporin corporacions com a finalitat flexible.